# Tartaria Menor
La Tartaria Menor es el nombre histórico que recibían algunas áreas al norte del mar Negro que estaban sujetas al Janato de Crimea y eran habitadas por tártaros nómadas de la horda Nogai desde el siglo XVI al XVIII. Tras la anexión del Janato por el Imperio ruso (1774-1792), los nómadas fueron expulsados y la región fue poblada por eslavos y germanos, pasando a ser conocida por el nombre de Nueva Rusia. Lo que fue la Tartaria Menor es en la actualidad parte de Ucrania y Rusia.